# Liste der Naturdenkmale in Aichelberg (Landkreis Göppingen)
| Naturdenkmale | Anzahl |
| ------------- | ------ |
| FND           | 2      |
| END           | 2      |
| Gesamt        | 4      |

Die Liste der Naturdenkmale in Aichelberg nennt die verordneten Naturdenkmale (ND) der im baden-württembergischen Landkreis Göppingen liegenden Gemeinde Aichelberg. In Aichelberg gibt es insgesamt vier als Naturdenkmal geschützte Objekte, davon zwei flächenhafte Naturdenkmale (FND) und zwei Einzelgebilde-Naturdenkmale (END).
Stand: 31. Oktober 2016.

## Flächenhafte Naturdenkmale (FND)
| Name                       | Bild | Kennung     | Einzelheiten | Position | Fläche Hektar | Datum         |
| -------------------------- | ---- | ----------- | ------------ | -------- | ------------- | ------------- |
| Basalttuffwand             | BW   | 81170020004 | Aichelberg   | ⊙        | 0,1           | 15. Dez. 1999 |
| Vulkanschlot am Aichelberg |      | 81170020003 | Aichelberg   | ⊙        | 1,2           | 15. Dez. 1999 |
| Legende für Naturdenkmal   |      |             |              |          |               |               |

## Einzelgebilde (END)
| Name                     | Bild | Kennung     | Einzelheiten | Position | Fläche Hektar | Datum         |
| ------------------------ | ---- | ----------- | ------------ | -------- | ------------- | ------------- |
| 1 Eiche „Luther-Eiche“   | BW   | 81170020002 | Aichelberg   | ⊙        | 0,0           | 22. Okt. 1984 |
| 1 Linde „Schillerlinde“  | BW   | 81170020001 | Aichelberg   | ⊙        | 0,0           | 22. Okt. 1984 |
| Legende für Naturdenkmal |      |             |              |          |               |               |